# 醫學影像
醫學影像學（medical imaging）或影像醫學、医学成像，是為了醫療或醫學研究，對人體或人體某部分，以非侵入方式取得內部器官或組織的形态结构、生理功能、病理状态的成像技術與處理過程及其研究；而利用醫學成像設備及技術所得到的圖像，則稱為醫學影像（medical images）。
造影（imaging，-graphy，contrast）就是製造医学影像，即物理学上的成像、显像，属于物体形式的描绘（representation）或重现（reproduction）；特别指视觉展现（即图像的形成）。
醫學影像技術，是一種逆問題的推論演算，即成因（活體組織的特性）是經由結果（觀測影像信號）反推而來。醫學影像屬於生物影像，其學科包含影像診斷學、放射學、內視鏡、醫療用熱影像技術、醫學攝影和顯微鏡。另外，包括腦波圖和腦磁造影等技術，雖然重點在於測量和記錄，沒有影像呈現，但因所產生的數據俱有定位特性（即含有位置信息），可被看作是另外一種形式的醫學影像。
臨床應用方面，一般醫院都會設有影像醫學中心、影像醫學部或影像醫學科，設置相關的儀器設備，並編制有專門的護理師、放射技師以及醫師，負責儀器設備的操作、影像的解釋與診斷（在台灣須由醫師負責），這與放射科負責放射治療有所不同。
在醫學、醫學工程、醫學物理與生醫資訊學方面，醫學影像通常是指研究影像構成、擷取與儲存的技術、以及儀器設備的研究開發的科學。而研究如何判讀、解釋與診斷醫學影像的是屬於放射醫學科，或其他醫學領域（如神經系統學科、心血管病學科...）的輔助科學。

## 發展歷史

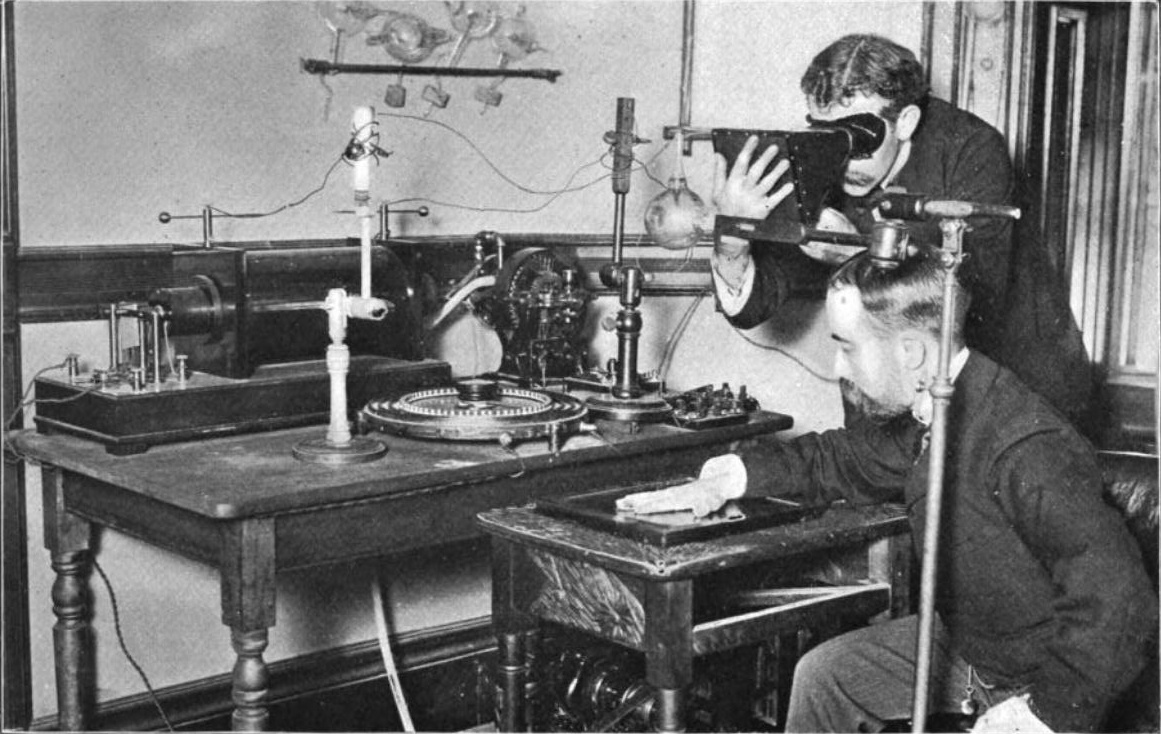
1895年侖琴首次成功使用X射線成像

1895年德國物理學家威廉·倫琴發現X射線（一般稱X光）以來，開啟了醫學影像嶄新的一頁，在此之前，醫師想要瞭解病患身體內部的情況時，除了直接剖開以外，就只能靠觸診，但這兩種方法都有一定的風險。
1978年，放射學年會上，一位電機工程師高弗雷·豪斯費爾德公布了電腦斷層攝影的結果。這是繼X射線發現後，放射醫學領域裡最重要的突破，也是20世紀科學技術的重大成就之一。Hounsfield與阿蘭·麥克萊德·科馬克由於在放射醫學中的劃時代貢獻而獲得了1979年的諾貝爾生理與醫學獎。
超音波成像設備的發展得益於在第二次世界大戰中雷達與聲納技術的發展。在20世紀50年代中，簡單的A型超音波診斷儀開始用於臨床。到了70年代，能提供斷面動態的B型儀器問世。80年代初問世的超音波彩色血流圖（color flow mapping, CFM）是目前臨床上使用的超音波診斷儀。
1945年美國學者首先發現了磁共振現象，從此產生了核磁共振譜學這門科學。70年代後期，對人體的磁共振成像獲得成功。2003年，諾貝爾生理學或醫學獎授予了對磁共振成像研究做出了傑出貢獻的美國科學家保羅·勞特伯和英國科學家彼得·曼斯菲爾德。

## 現代醫學影像技術
醫學影像發展至今，除了X射線以外，還有其他的成像技術，並發展出多種的影像技術應用。另外在生醫資訊應用方面，為能所產生的數位影像檔案與影像數位化檔案，可以交換與查閱，發展出醫療數位影像傳輸協定（DICOM）技術。

### X射線

#### X光檢查

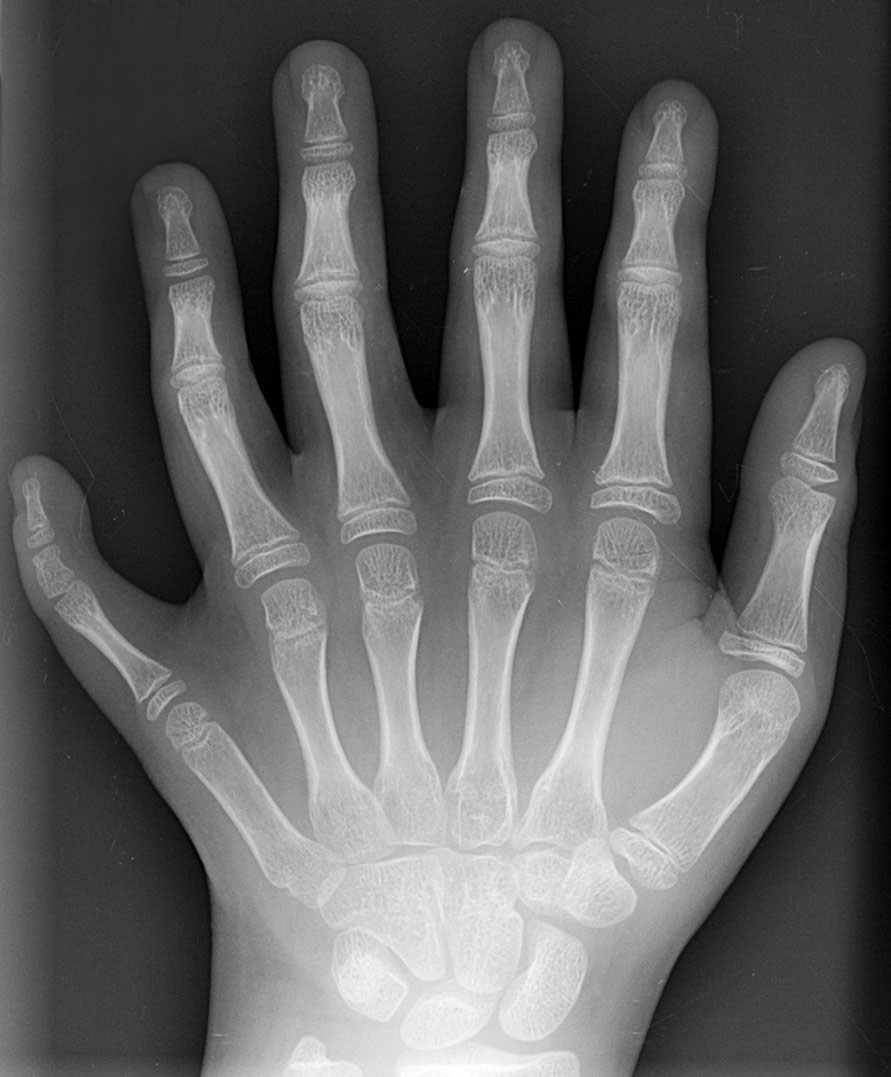
六指手掌在X光下的成像影像

X射線波長範圍在0.01~10 nm之間，肉眼是看不到的，它對物體的穿透力很強，人體構造中密度較高的部分，如骨骼，能吸收較多的X光，所以會在感光底片上留下陰影，也就是說，人體組織密度的不同，會在感光底片上留下深淺不一的陰影。
產生X射線的原理是使用加速後的電子撞擊金屬靶，撞擊過程中，電子突然減速，其損失的動能會以光子形式放出，形成X光光譜的連續部分，稱之為制動輻射。通過加大加速電壓，電子攜帶的能量增大，則有可能將金屬原子的內層電子撞出。於是內層形成電洞，外層電子躍遷回內層填補電洞，當原子外層電子移向內層電子空軌道時，放出的能量是移動兩個能階的能量差，這個能量差所形成射線，就是X射線。
此外，高強度的X射線亦可由同步加速器或自由電子雷射產生。同步輻射光源，具有高強度、連續波長、光束準直、極小的光束截面積並具有時間脈波性與偏振性，因而成為科學研究最佳之X射線光源。

#### 電腦斷層掃描

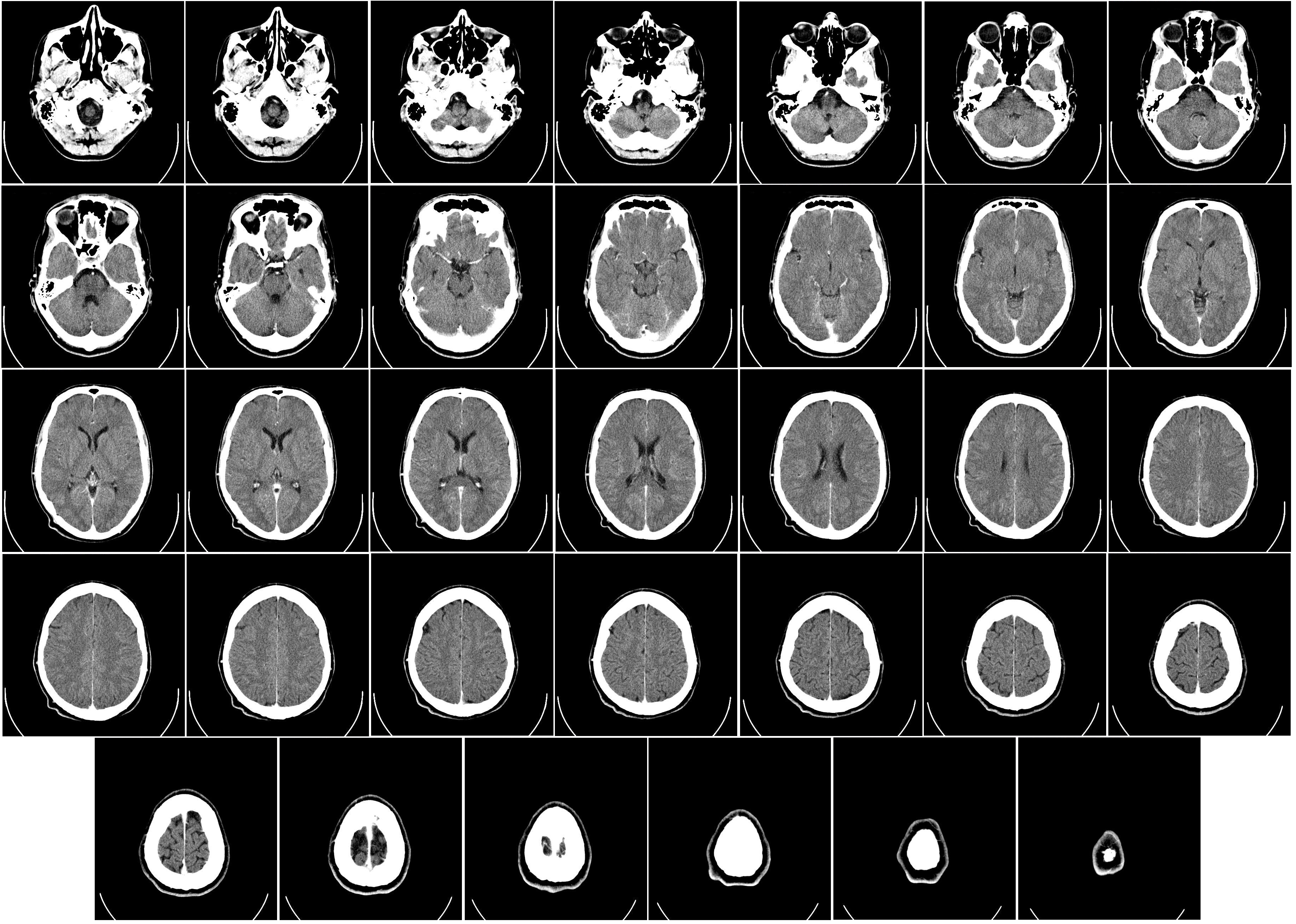
人類大腦電腦斷層掃描影像

電腦斷層掃描是一種結合X光與電腦科技的診斷工具，利用電腦將資料組合成身體橫切面的影像，這些橫切面的影像可再進一步重組成精細的3D立體影像。電腦斷層攝影對於頭部、胸部、腹部與脊椎的問題是很好的工具，許多部位的腫瘤，例如：肺、肝、胰臟腫瘤能夠藉由這個檢查來確定位置及測量大小，對周圍組織的侵犯程度亦能提供重要的訊息。利用在創傷的病人身上，電腦斷層可以快速診斷出大腦、肝臟、脾臟、腎臟或其他體內器官的傷害情形。
電腦斷層掃描雖然可將人體器官一層層掃描進電腦來觀察，但因為電腦斷層掃描也是用X光來成像的，所以所有電腦斷層掃描影像都是灰階的黑白影像。如果由靜脈注射含碘顯影劑，血管、腎臟、肝臟等構造會被強化變得比較白，比較容易辨認。而且大多數病灶，注射顯影劑後也會較清楚，因此注射顯影劑成為電腦斷層掃描檢查的重要步驟。
電腦斷層掃描最常用的部位是頭部、耳鼻喉、胸腔、腹部、骨盆腔、脊椎、骨關節，幾乎全身各部位都可用電腦斷層掃描來檢查。而頭部外傷、骨折、脫臼不必注射顯影劑，大多數脊椎檢查亦不必注射顯影劑。電腦斷層掃描檢查本身除須暴露輻射線外，並不會有副作用，單一檢查其輻射劑量並不會對人體造成危害。所有副作用都來自對顯影劑的過敏，例如輕微過敏、噁心、皮膚癢、皮膚蕁麻疹、呼吸急促等。

#### 血管攝影

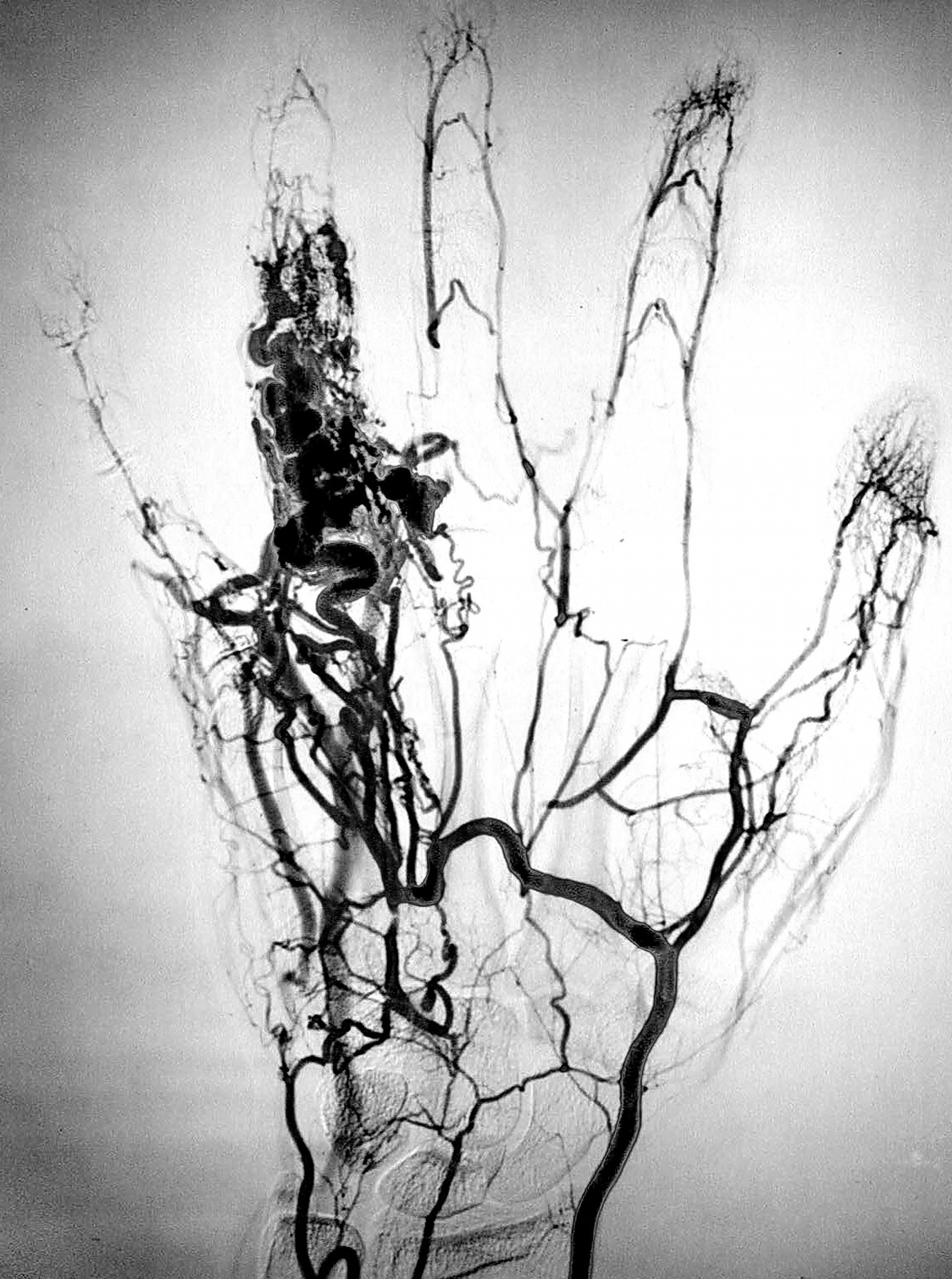
應用於手掌血管之血管造影

血管攝影是將顯影劑通過導管快速注入血管，使血管腔在X線照射下顯影，同時有快速攝片、電視攝影等方法，將血管腔的顯影過程拍攝下來，從顯影的結果可以看到含有造影劑的血液流動順序，以及血管充盈情況，從而瞭解血管的生理和解剖的變化。
由於血液和週邊的組織有相同的阻射率（Radiodensity），需要加入會吸收X光的顯影劑，使得血管可以輕易地被看見，在血管的結構中，有顯影劑的話，在血管攝影的影像中看起來是一個通道狀的陰影，血管組織本身幾乎是看不見的。
造影劑經心導管注入心臟大血管腔時，會迅速從心導管前端進入血液，才能在該部達到最高濃度而清楚的顯影，故注射必須極為快速。由於造影劑有一定的黏稠度，導管腔又有一定阻力，故須借助高壓注射器來達到快速注射的目的，一般一次藥量在1.5秒左右注入，注射一定量造影劑後觸發注射器上的快速攝片或電影攝影的曝光觸發裝置，開始攝影。如果要求在心臟動週期中某一時間注射，則須搭配病人心電圖來觸發注射器起動。
血管造影常應用在右心造影、左心造影、肺動脈造影、主動脈造影、冠狀動脈造影及肝動脈、腎動脈、腦血管、腹腔動脈、腸系膜動脈造影等多種。
- 螢光透視鏡（Fluoroscopy）
- 乳房攝影術
- 牙齒攝影（Dental radiography）

### 超音波

使用超音波來觀察12週胎兒情形

超音波屬於一種聲波，也是一種機械波，人類耳朵可聽到的聲波頻率介於20~20,000 Hz之間，因此頻率大於20,000 Hz的聲波稱為超音波。
超音波的研究歷史，可追溯自1880年居禮兄弟Jacques Curie與Pierre Curie發現「壓電效應」（piezoelectric effect）。他們發現石英（quartz）等礦物晶體受到壓力時，因體積發生變化，晶體表面會出現微小的電荷，若將這種晶體放在電場內，則會出現體積變化，因此這種壓電現象是可逆的變化。當晶體受到壓力，造成體積變化而產生電壓時，稱為「正壓電效應」，反之若因電壓造成體積變化，則稱為「逆壓電效應」。這類具有壓電效應的物質，則稱為「壓電材料」，壓電材料除了天然晶體，亦可以人工合成。這種可將能量在電能與壓力之間轉變的性質，稱為「壓電特性」（piezoelectricity）。現今超音波所用的壓電材料是用PZT（Lead Zirconate Titanated）為主，而傳統的石英材料並不是天然的壓電材料，必須先在高壓及高電場之下處理才可以成為壓電材料。
超音波科技正式被重視與大量應用，起源於1940年代的第二次世界大戰，當時以此科技製造成「聲納」（SONAR），用來進行水下探測。二次大戰後，這類科技被運用至醫學，在1950年代出現醫療用途的醫用超音波（medical ultrasound）。

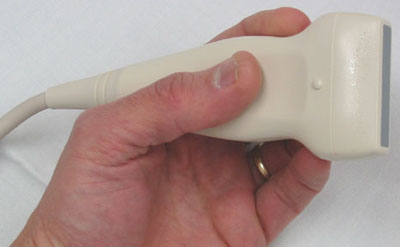
電子式線性陣列探頭

超音波的掃描方式有兩種，其中機械式是藉由伺服馬達（Servo motor）的選轉來掃描人體，而電子式的是用陣列的方式來掃描。陣列的排列又分成線性與環狀兩種，線性的陣列是將壓電晶體以直線方式排列，而環狀的振列是將壓電晶體以環狀方式排列。
醫用超音波可分為診斷與治療兩個方面，治療用的超音波的頻率較低，可應用於復健與皮膚美容等用途，而診斷用途的醫用超音波（diagnostic medical ultrasound）則採用較高的頻率。用於一般超音波影像的超音波頻率，通常界於2-15 MHz之間，頻率愈高，則解析度愈高，但穿透深度（penetration depth）也隨之降低。皮膚科學的診斷用超音波影像，需極高的解析度以分辨細微的變化，但探測深度僅需聚焦於表淺的組織，因此多採用高頻率的超音波，至少需10MHz以上，若要獲得更高的解析度，甚至可採用高達20MHz或50MHz的超音波探頭。
診斷用醫用超音波的基本原理，是因為超音波在不同的生物組織內前進時，會有相異的速度。若遇到不同的組織界面，會出現明顯的反射，造成信號上的變化，可利用這個變化探測身體內部組織，進而描繪出組織之影像。易言之，醫用超音波採用脈衝-回音原理（pulse-echo principle），由超音波探頭將電氣信號轉變成超音波的脈衝，由體表進入組織內部，當這個脈衝遇到組織界面時，會出現回音，再由探頭接收這個回音，將回音轉換回電氣信號，完成探測過程，再由電腦進行資料處理，形成醫療人員所見到的信號或圖形。

### 伽馬射線
- 伽馬攝影（英语：Gamma camera）
- 正電子發射電腦斷層掃描
- 單一光子發射斷層掃描（英语：PET）

### 磁共振
- 磁共振成像

### 光學攝影
- 內視鏡

### 其他
- 螢光血管顯影術（英语：Fluorescein angiography）
- 顯微鏡
- 光聲成像技術（英语：Photoacoustic imaging）
- 熱影像技術（英语：Thermography）
- 光學相干斷層掃描

### 複合應用
- 正電子發射電腦斷層掃描
- 單一光子發射電腦斷層掃描（英语：SPECT）